# Paul Klinger

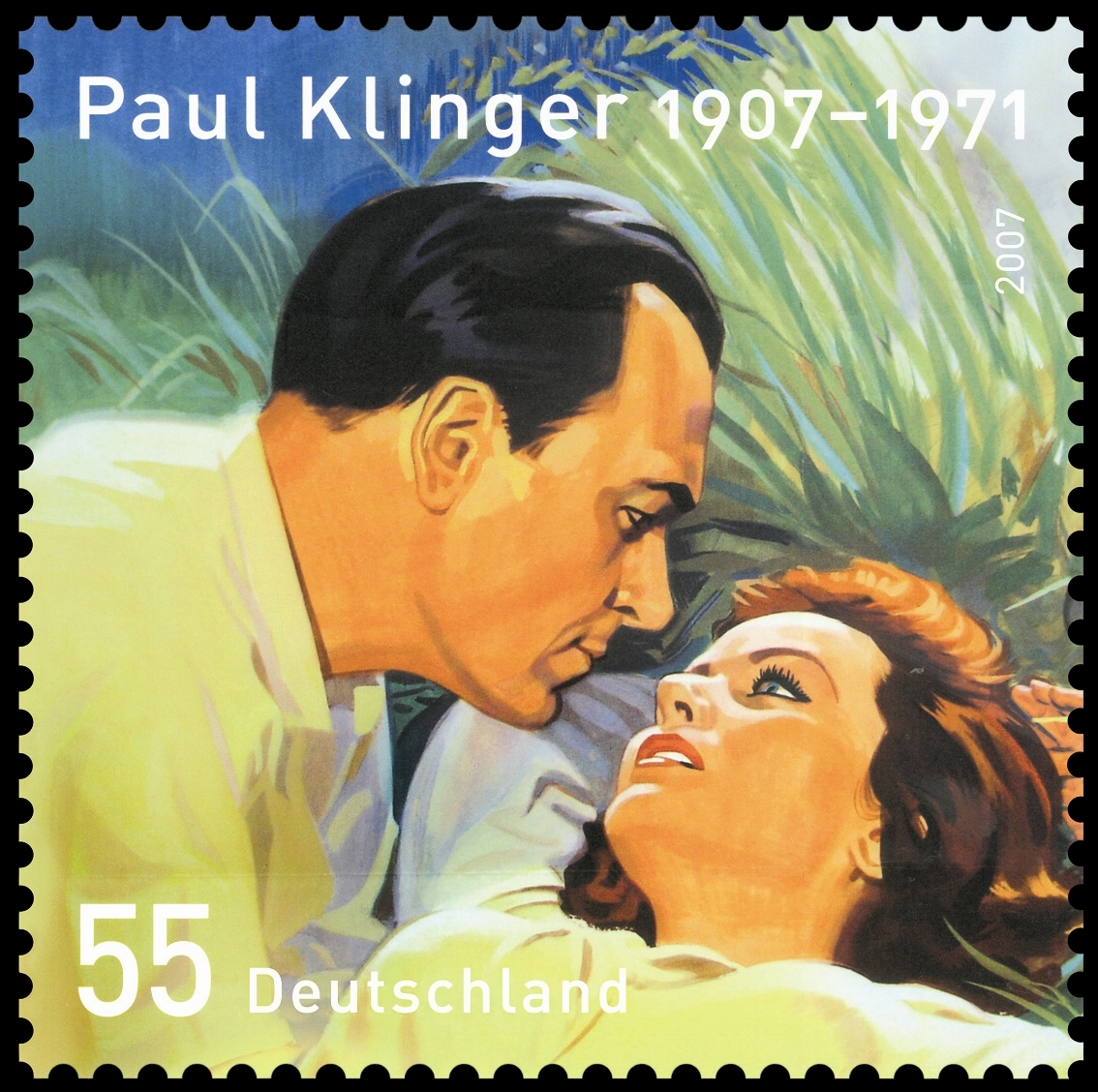
Ausschnitt aus dem Plakat zu dem Film Hengst Maestoso Austria (1956), Paul Klinger und Nadja Gray (deutsche Briefmarke von 2007)

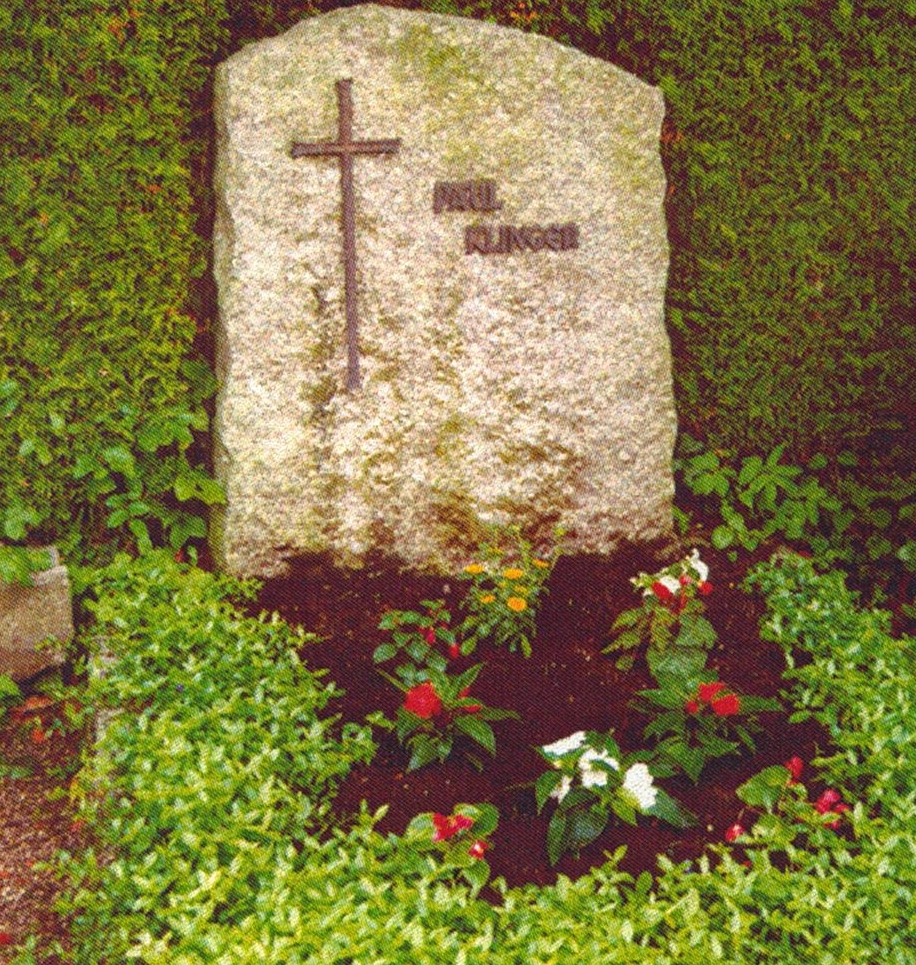
Grabstätte von Paul Klinger

Paul Klinger (* 14. Juni 1907 in Essen; † 14. November 1971 in München; eigentlich Paul Karl Heinrich Klinksik) war ein deutscher Schauspieler, Hörspiel- und Synchronsprecher. Während seiner langen Karriere als Schauspieler war er in über 70 Filmen zu sehen.

## Leben
Der unter dem Namen Paul Karl Heinrich Klinksik geborene Klinger besuchte das Helmholtz-Gymnasium Essen. Nach einem Architekturstudium begann seine schauspielerische Karriere zunächst beim Theater. Klingers Interesse an der Schauspielerei wurde durch seinen Schulkameraden Helmut Käutner geweckt. Bekannt wurde er durch ein Engagement als jugendlicher Held am Deutschen Theater in Berlin. Beim Film begann Klingers Karriere 1933 in dem Streifen Du sollst nicht begehren, der ihm einen Vertrag mit den damals großen Filmgesellschaften UFA, Terra Film und Tobis – gleichzeitig – einbrachte. Es folgten zahlreiche Rollen in weiteren Filmen. Klinger stand 1944 in der Gottbegnadeten-Liste des Reichsministeriums für Volksaufklärung und Propaganda.
Nach dem Zweiten Weltkrieg erhielt Klinger weitere Filmrollen. In den 1950er-Jahren erreichte er mit Rollen in Filmen wie Pünktchen und Anton, Das fliegende Klassenzimmer oder Filmen aus der Immenhof-Reihe seine populärste Phase.
Schon 1946 betätigte er sich auch im Synchronstudio, indem er Boris Liwanow in dem russischen Filmdrama Stürmischer Lebensabend synchronisierte. In den 1950er- und 1960er-Jahren zählte Paul Klinger schließlich zu den meistbeschäftigten Synchronsprechern in Deutschland. Er sprach viele bekannte Schauspieler, u. a. Bing Crosby, Robert Taylor, Charlton Heston, Jean Marais, Jean Gabin, Cary Grant, Karl Malden, Stewart Granger, William Holden, Ray Milland, Gary Cooper, Humphrey Bogart, Dean Martin, Gregory Peck, David Niven, Laurence Olivier, Spencer Tracy, Robert Mitchum, Orson Welles. Ab den frühen 1960er-Jahren war er nur noch selten auf der Leinwand zu sehen. Er begann eine Fernsehkarriere und wurde unter anderem durch den WDR-Sechsteiler Tim Frazer von Francis Durbridge, einem der größten Straßenfeger, sowie der ZDF-Krimiserie Kommissar Brahm einem breiten Fernsehpublikum bekannt.
Neben seinem Schaffen für Theater, Film und Fernsehen wirkte er ab den 1940er-Jahren auch in zahlreichen Hörspielproduktionen deutscher Rundfunkanstalten mit. 1967 übernahm er in der 12. und letzten Folge der berühmten Paul-Temple-Hörspielreihe von Francis Durbridge: Paul Temple und der Fall Alex die Titelrolle von René Deltgen. In der 11. Folge Paul Temple und der Fall Genf war er 1966 als Maurice Lonsdale zu hören.
Paul Klinger war in erster Ehe von 1936 bis 1945 mit der Schauspielerin Hildegard Wolf verheiratet, mit der er ein Kind hatte. 1954 heiratete er die Schauspielerin Karin Andersen, mit der er zwei Kinder hatte. Die Ehe blieb bis zu seinem Tod bestehen. Er starb 1971 an einem Herzinfarkt. Seine Grabstelle befindet sich auf dem Friedhof Söcking bei Starnberg.
1974 gründeten Trude Haefelin und Jürgen Scheller zu Ehren Klingers, der sich für sozial benachteiligte Künstler eingesetzt hatte, den gemeinnützigen Verein Paul-Klinger-Künstlersozialwerk. Deutschland würdigte Paul Klinger 2007 zu seinem 100. Geburtstag mit der Herausgabe einer Sondermarke (Auflage: 10 Millionen). Diese wurde am 14. Juni 2007 bei einem Festakt des Paul Klinger Künstlersozialwerk e. V. in Schloss Höhenried am Starnberger See feierlich vorgestellt. Bei dem Festakt waren neben der Familie des Künstlers auch Schauspielerkollegen von Paul Klinger wie Sonja Ziemann, Ernst Stankovski, Kurt Weinzierl, Mady Rahl und Eva-Ingeborg Scholz anwesend. In Essen, seiner Geburtsstadt, wurde eine Straße nach ihm benannt. Sie befindet sich im Westviertel, in unmittelbarer Nähe des Colosseum Theaters auf einem ehemaligen Werksgelände der Friedrich Krupp AG.
Sein Sohn Michael Klinksik (* 1958) ist ebenfalls in der Filmbranche tätig. Er hat für das deutsche Fernsehen zahlreiche Dokumentarfilme realisiert.

## Filmografie

### Kino
- 1933: Du sollst nicht begehren
- 1935: Liebesleute
- 1936: Männer vor der Ehe
- 1936: Fridericus
- 1937: Abenteuer in Warschau
- 1937: Zweimal zwei im Himmelbett
- 1937: Wie einst im Mai
- 1937: Gauner im Frack
- 1937: Das schöne Fräulein Schragg
- 1938: Großalarm
- 1938: Narren im Schnee
- 1938: Zwei Frauen
- 1938: Das Verlegenheitskind
- 1938: Verliebtes Abenteuer
- 1939: Ich bin gleich wieder da
- 1939: Morgen werde ich verhaftet
- 1939: Sommer, Sonne, Erika
- 1940: Kriminalkommissar Eyck
- 1940: Herzensfreud – Herzensleid
- 1941: Alarm
- 1941: Spähtrupp Hallgarten
- 1942: Die goldene Stadt
- 1942: Erbin vom Rosenhof
- 1943: Wenn die Sonne wieder scheint
- 1943: Immensee
- 1943: Zirkus Renz
- 1944: Das Leben ruft
- 1944: Seinerzeit zu meiner Zeit
- 1944: Der grüne Salon
- 1944/50: Mein Herz gehört Dir
- 1944/50: Vier Treppen rechts
- 1947: Ehe im Schatten
- 1948: Morgen ist alles besser
- 1949: Begegnung mit Werther
- 1949: Man spielt nicht mit der Liebe
- 1950: Sensation im Savoy
- 1950: Die Nacht ohne Sünde
- 1951: Falschmünzer am Werk
- 1951: Das Geheimnis einer Ehe
- 1951: Mutter sein dagegen sehr!
- 1951: Das späte Mädchen
- 1952: Mikosch rückt ein
- 1952: Am Brunnen vor dem Tore
- 1952: Mein Herz darfst Du nicht fragen
- 1953: Hochzeit auf Reisen
- 1953: Pünktchen und Anton
- 1953: Wenn der weiße Flieder wieder blüht
- 1953: Staatsanwältin Corda
- 1954: Das fliegende Klassenzimmer
- 1954: Glückliche Reise
- 1954: Rosen-Resli
- 1954: Die sieben Kleider der Katrin
- 1955: Die Mädels vom Immenhof
- 1955: Ein Herz bleibt allein
- 1955: Unternehmen Schlafsack
- 1955: Sohn ohne Heimat
- 1955: Suchkind 312
- 195?: Hände und Hebel (Sprecher)
- 1956: Das Bad auf der Tenne
- 1956: Das alte Försterhaus
- 1956: Hengst Maestoso Austria
- 1956: Hochzeit auf Immenhof
- 1957: Glücksritter
- 1957: Ferien auf Immenhof
- 1958: Liebe kann wie Gift sein
- 1958: Ist Mama nicht fabelhaft?
- 1958: Sebastian Kneipp – Ein großes Leben
- 1959: Rommel ruft Kairo
- 1962: Ich kann nicht länger schweigen
- 1963: Die weiße Spinne
- 1963: Jack und Jenny
- 1964: Das Wirtshaus von Dartmoor
- 1964: Freddy, Tiere, Sensationen
- 1965: Das Geheimnis der drei Dschunken

### Fernsehen (Auswahl)
- 1961: Inspektor Hornleigh greift ein… (Fernsehserie, 4 Folgen)
- 1963: Tim Frazer (TV-Sechsteiler)
- 1963: Der Parasit (TV)
- 1963: Unterm Birnbaum (nach Theodor Fontane) (TV)
- 1964: Das Kriminalmuseum: Der Fahrplan (TV)
- 1964: Abenteuerliche Geschichten (Fernsehreihe, 13 Folgen)
- 1966: Familie Hansen (Fernsehserie)
- 1966: Conan Doyle und der Fall Edalji (TV)
- 1967: Kommissar Brahm (Fernsehserie, 13 Folgen)
- 1969: Tagebuch eines Frauenmörders (TV)
- 1970: Dreißig Silberlinge (TV)
- 1971: Kirsch und Kern (TV)

## Hörspiele
- 1946: Torquato Tasso (nach Johann Wolfgang von Goethe) – Regie: Hannes Küpper
- 1946: Tobby – Regie: Hanns Korngiebel
- 1947: Schicksalswende – Regie: Hanns Korngiebel
- 1948: Der Mann mit dem Splitter – Regie: Nicht bekannt
- 1952: Sieg über das Dunkel (Filmmitschnitt) – Regie: Nicht bekannt
- 1952: Wehe dem, der nichts geleistet hat – Regie: Eduard Hermann
- 1952: They never come back – Autor: Kurt Brumme – Regie: Hermann Pfeiffer
- 1955: Der Fremde kam um Mitternacht – Regie: Peter Glas
- 1957: Die Büchse Münchhausens – Regie: Egon Monk
- 1958: Der schwarze Schwan – Regie: Erich Köhler
- 1960: Die Galoschen des Unglücks – Regie: Raoul Wolfgang Schnell
- 1960: Das Gartenfest – Regie: Peter Schulze-Rohr
- 1962: Die verlorene Stimme – Regie: Otto Kurth
- 1963: Der Entartete – Regie: Hans Lietzau
- 1963: Das Steckenpferd – Regie: Otto Kurth
- 1963: Zwischenfall beim Maskenball – Regie: Hermann Pfeiffer
- 1963: Ein blinder Spiegel – Regie: Friedhelm Ortmann
- 1963: Der Reifenstecher – Regie: Manfred Brückner
- 1964: Tistou mit dem grünen Daumen – Regie: Robert Bichler
- 1964: Durch die Wüste (nach Karl May) – Regie: Manfred Brückner
- 1965: Ellen – Regie: Heinz-Günter Stamm
- 1965: Noch eine Nacht – Regie: Rolf von Goth
- 1965: Die Glocken von Bicêtre – Regie: Gert Westphal
- 1965: Das ist nicht in Tedeles Sinn – Regie: Manfred Brückner
- 1965: Der Berg – Regie: Miklós Konkoly
- 1965: Die Prinzessin und die Hexe – Regie: Leopold Reinecke
- 1966: Heinrich Schliemann – Regie: Hermann Pfeiffer
- 1966: Paul Temple und der Fall Genf – Regie: Otto Düben
- 1966: Heimgefunge – Regie: Heinz Dieter Köhler
- 1966: Konsultation – Regie: Nicht angegeben
- 1967: Gespräche im All – Regie: Ulrich Lauterbach
- 1967: Modell meiner kleinen Stadt – Regie: Jiri Horcicka
- 1967: Die Marne bei Charenton – Regie: Klaus Mehrländer
- 1968: Paul Temple und der Fall Alex – Regie: Otto Düben
- 1968: Schlafwagenabteil – Regie: Peter Albrecht Stiller
- 1968: Spaziergang im Park – Regie: Oswald Döpke
- 1969: Die Fünf-Uhr-Marquise – Regie: Otto Düben
- 1969: Die Parzen – Regie: Hermann Wenninger
- 1972: Professor Mancinis Geheimnis – Regie: Ulrich Lauterbach